# Louis Jou
Luis Felipe-Vicente Jou i Senabre,  (Barcelona, 29 de mayo de 1881 - Les Baux-de-Provence, 3 de enero de 1968), conocido como Louis Jou, fue un pintor, grabador y tipógrafo español establecido en Francia. Era primo del escultor Pere Jou.

## Biografía
Nacido en el distrito de Gracia, conoció al tipógrafo Eudald Canivell en la Biblioteca Pública Arús. Estudió en la Escuela de la Lonja y comenzó a trabajar como rotulista a los 16 años. En 1906 marcha a París y se reúne con su amigo organista Joseph Civil. Conoció a Guillaume Apollinaire y Francis Carco.
En 1908, creó con François Bernouard, poeta y editor, la Belle Édition con poemas de  Henri Bouvelet. Mostró así su talento como tipógrafo, grabador y compositor de textos. Frecuentaba a André Derain y Pablo Picasso y obtuvo encargos en la revista Schéhérazade de Jean Cocteau. Entre 1909 y 1912 publicó dibujos en L'Assiette au Beurre, Le Témoin, Le Courrier français y  Le Frou-frou.
Su encuentro con el escritor André Suarès en 1921 dio origen a una gran amistad. Suarès describe a Jou como “arquitecto de libros». Realiza su sueño y trae sus propios caracteres tipográficos de España. Publicó varios grabados en la revista de arte Byblis (1926, 1930).
En 1939 abandonó París y se refugió en Les Baux-de-Provence, donde restauró una casa que adquirió en 1921, el hotel renacentista Jean de Brion. Compuso, solo en su estudio, sus obras más bellas llamados Los libros de Louis Jou: Los 24 sonetos de Louise Labbé, Adolphe de Benjamin Constant, La Danse macabre, Les Bucoliques baussenques, Le Cantique des cantiques y Oraciones fúnebres pronunciadas por Messire Jacques-Benigne Bossuet.
Entre los tipógrafos del siglo XX, el lugar que ocupa Louis Jou es excepcional. Es el único que ha diseñado y producido una obra en todos sus aspectos.
Xilógrafo y grabador en metal, Jou dibuja y modela sus propios personajes. Regresa al siglo XV en busca de un resurgimiento de la tipografía, se unió al enfoque de los investigadores que en la segunda mitad del siglo XX, sentían la necesidad de reaccionar ante la aparición de maquinaria y excesos en el diseño del libro.
Conciliando el rigor nórdico y la dureza española, la fuerte personalidad de Jou lo libera de toda influencia y le permite crear una obra original, tanto en el arte tipográfico como en sus creaciones pictóricas. Este catalán, naturalizado francés en 1927, fue un creador de libros cuya influencia fue decisiva en la evolución del libro contemporáneo.

## Condecoraciones
- Orden de las Artes y las Letras (1963)[4]

## Libros ilustrados
- Anatole France, Las opiniones de M. Jérôme Coignard, París, Les Cent Bibliophiles, 1914
- Blaise Pascal, Les Pensées, coll. “ El libro católico », París, Georges Crès, dos volúmenes, 1916
- Miguel de Cervantes, Le Jealoux Carrizalès d'Estamadure, París, Sociedad Literaria de Francia, 1916
- Remy de Gourmont, La pequeña ciudad seguida de los paisajes, París, Sociedad Literaria de Francia, 1916
- Oscar Wilde, Salomé, col. “ El teatro de arte », París, Georges Crès, 1917
- André Suarès, Amor, poema de Félix Bangor, París, Émile-Paul Frères, 1918
- André Gide, El regreso del hijo pródigo, París, Nouvelle Revue française, 1919
- Anatole France, La Rôtisserie de la Reine Pédauque, París, G. & TIENE. Mornay, 1920
- Nicolás Maquiavelo, El príncipe, París, Jou & Bosviel, 1921.
- La Boétie, Servidumbre voluntaria o Contr'un, París, Jou et Bosviel, 1922
- TIENE. T' Serstevens, Le Carton aux estampes, París, G. & TIENE. Mañana, 1922
- Montesquieu, Cartas persas, París, Les Bibliophiles du Palais, 1926
- Anatole France, La isla de los pingüinos, París, Lapina, dos volúmenes, 1926
- André Gide, Alimentos terrestres, París, ed. Claude Aveline, 1927
- André Suarès, Le Voyage du Condottière, París, Editions d'Art Devambez, 1930
- Rudyard Kipling, La caza de Kaa, París Javal & Bourdeaux, 1930
- André Suarès, Marsiho, París, Trémois, 1931
- Oscar Wilde, Salomé, París, Sociedad de Médicos Bibliófilos, 1932
- Chateaubriand, Atala, René, el último de los abencerrajes París, La Maison française, 1948
- Cervantes, Don Quijote, Ginebra, Gerald Cramer (cuatro volúmenes), 1948-1950
- Maurice Brun, Groumanduji, Marsella, Maurice Brun, 1949
- Rabelais, Obras, París-Niza, Imprimature (Gerald Cramer) 3 volúmenes, 1951-1952
- Charles Galtier, Bucoliques Baussenques, poemas en prosa, Les Livres de Louis Jou, 1954
- Pierre Klossowski, El baño de Diane, París, Jean-Jacques Pauvert, 1956